# Особняк Баккалинського
Особн́як Баккал́инського — пам'ятка архітектури кінця ХІХ — початку ХХ століття. Міститься в Києві на вулиці Юрія Іллєнка, 30. Цінний зразок житлової забудови Лук'янівки поч. 20 ст. Останній збережений зразок одноповерхової житлової забудови колишньої Великої Дорогожицької вулиці (нині — вул. Ю. Іллєнка).
З 27 квітня 2021 року має статус щойно виявленого об'єкта культурної спадщини та підлягає захисту згідно зі статтею 37 Закону України «Про охорону культурної спадщини».

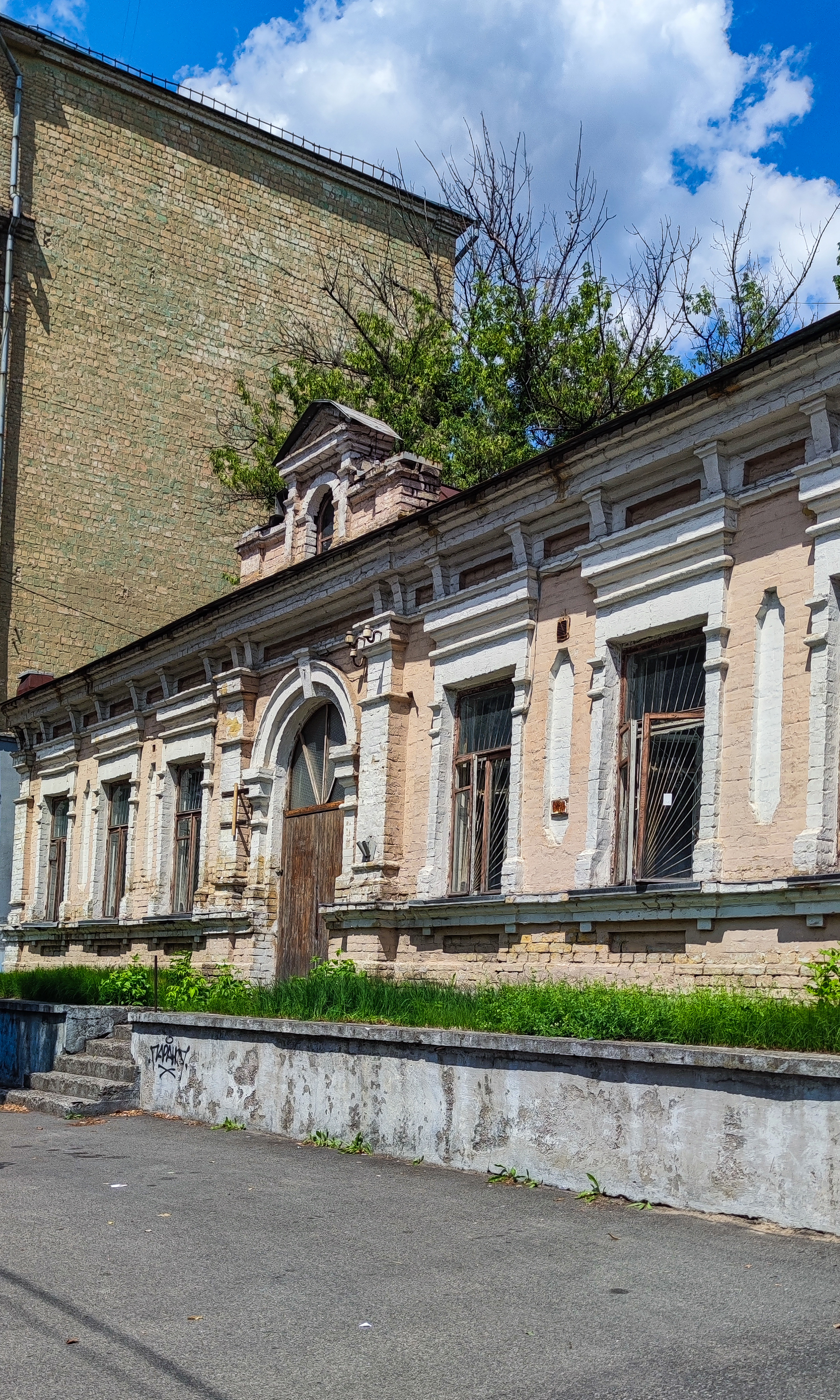
Особняк П. С. Баккалинського, Київ, вул. Юрія Іллєнка, 30

## Опис
Будинок одноповерховий з дерев'яним мезоніном з боку подвір'я, цегляний, у плані Т-подібний.

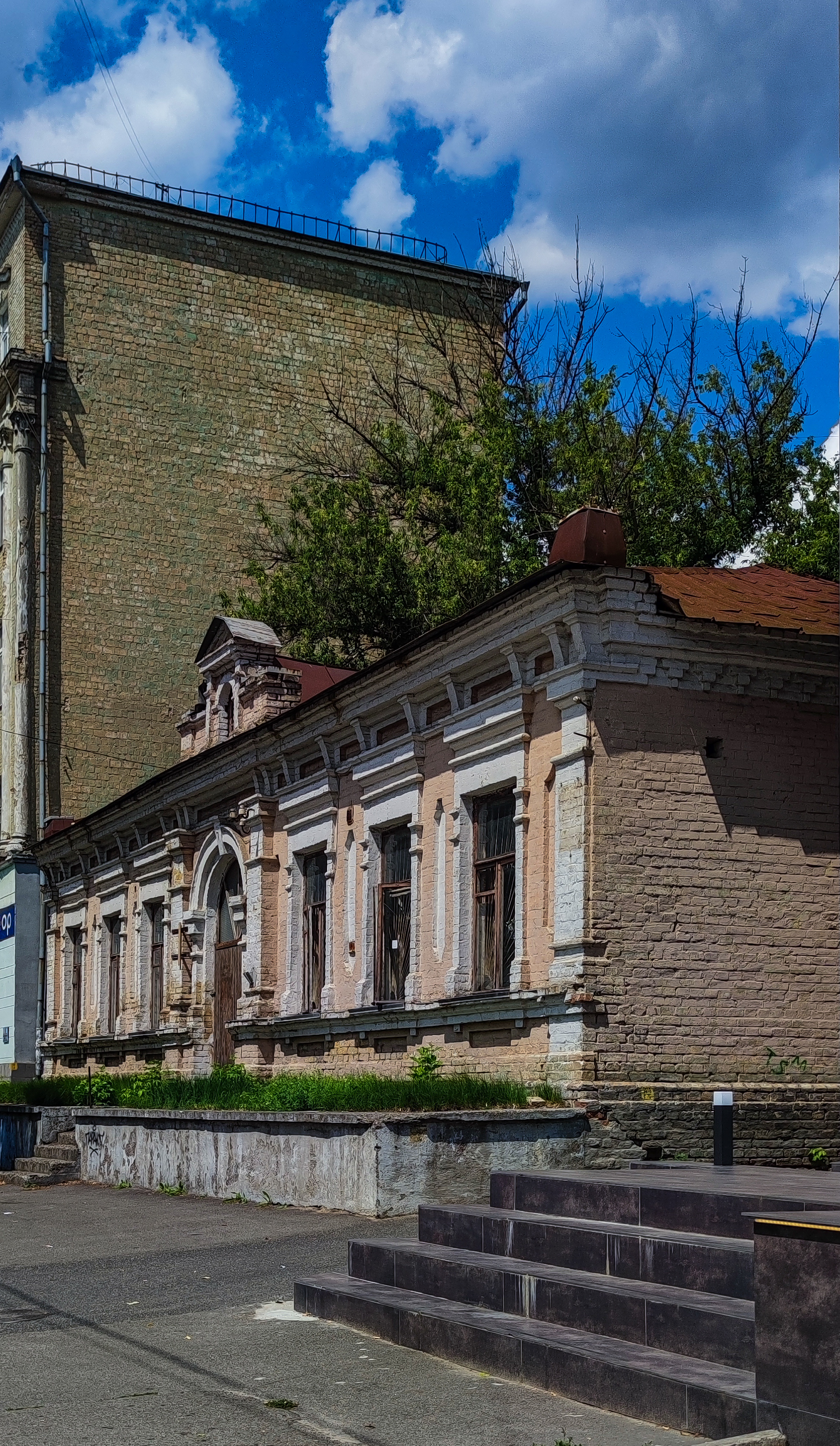
Особняк П. С. Баккалинського, Київ, вул. Юрія Іллєнка, 30

Вирішений у стилі історизму  з рисами неокласицизму. Весь пишний декор виконано в цеглі. Центр композиції симетричного головного фасаду — портал, фланкований безордерними пілястрами та енергійно прокресленим архівольтом. Такі самі пілястри на флангах фасаду. Обабіч входу з напівциркульною перемичкою — по три прямокутні вікна, обрамлені класицистичними лиштвами з високими прямими сандриками. Вище проходить фриз з кронштейнами, які підтримують карниз. Підвіконний гурт, фільонки (вертикальні у простінках та горизонтальні під вікнами) доповнюють насичену пластику фасаду. Вісь симетрії підкреслено також люкарною з трикутним фронтончиком та невеликим парапетом обабіч, розташованим вздовж краю двосхилого даху.

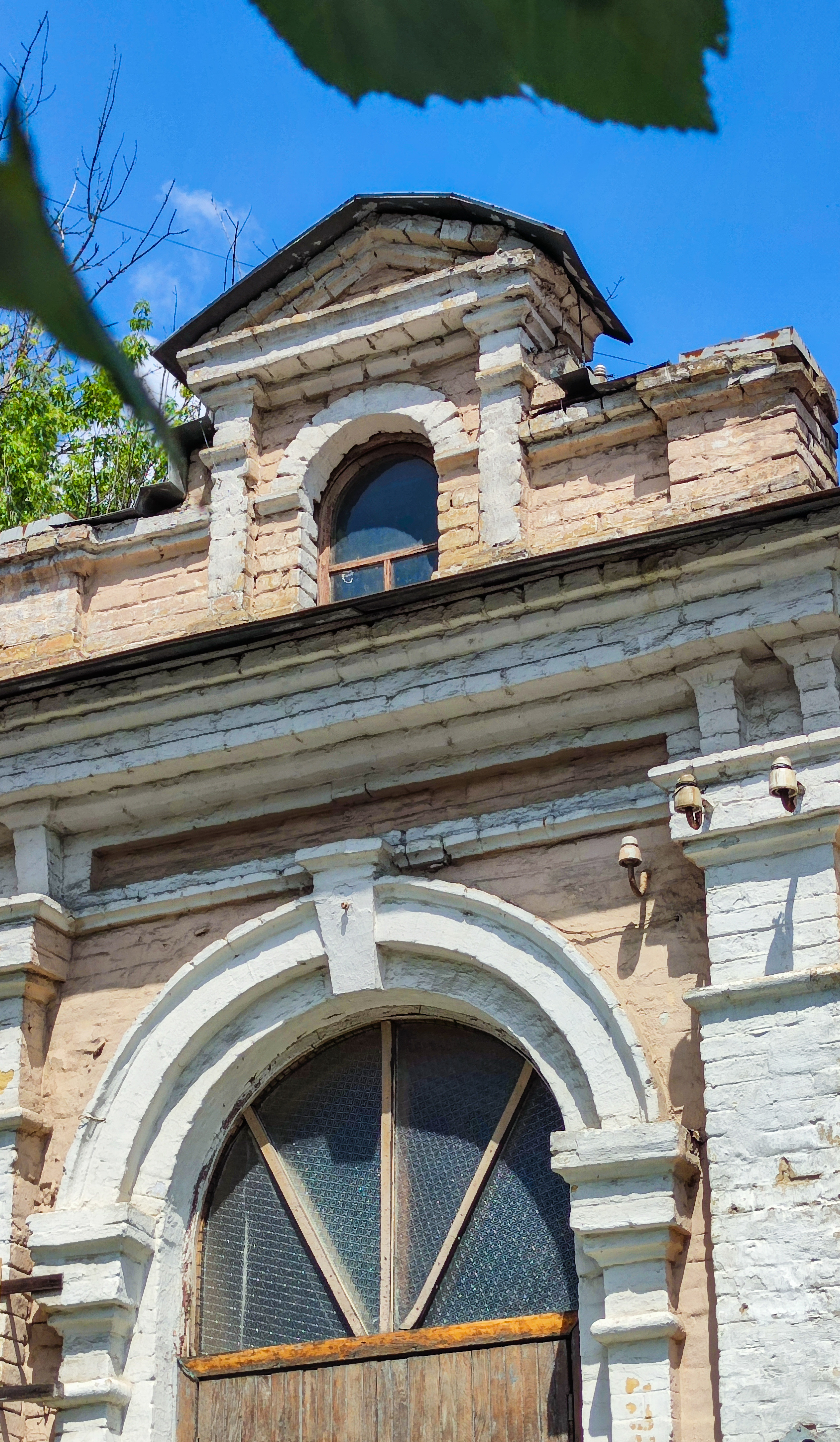
Особняк П. С. Баккалинського, Київ, вул. Юрія Іллєнка, 30

Особняк стоїть на червоній лінії забудови вулиці. Від вуличного хідника відокремлений вузьким газоном, обмеженим невисокою підпірною стіною, в якій влаштовано сходи до парадного входу.

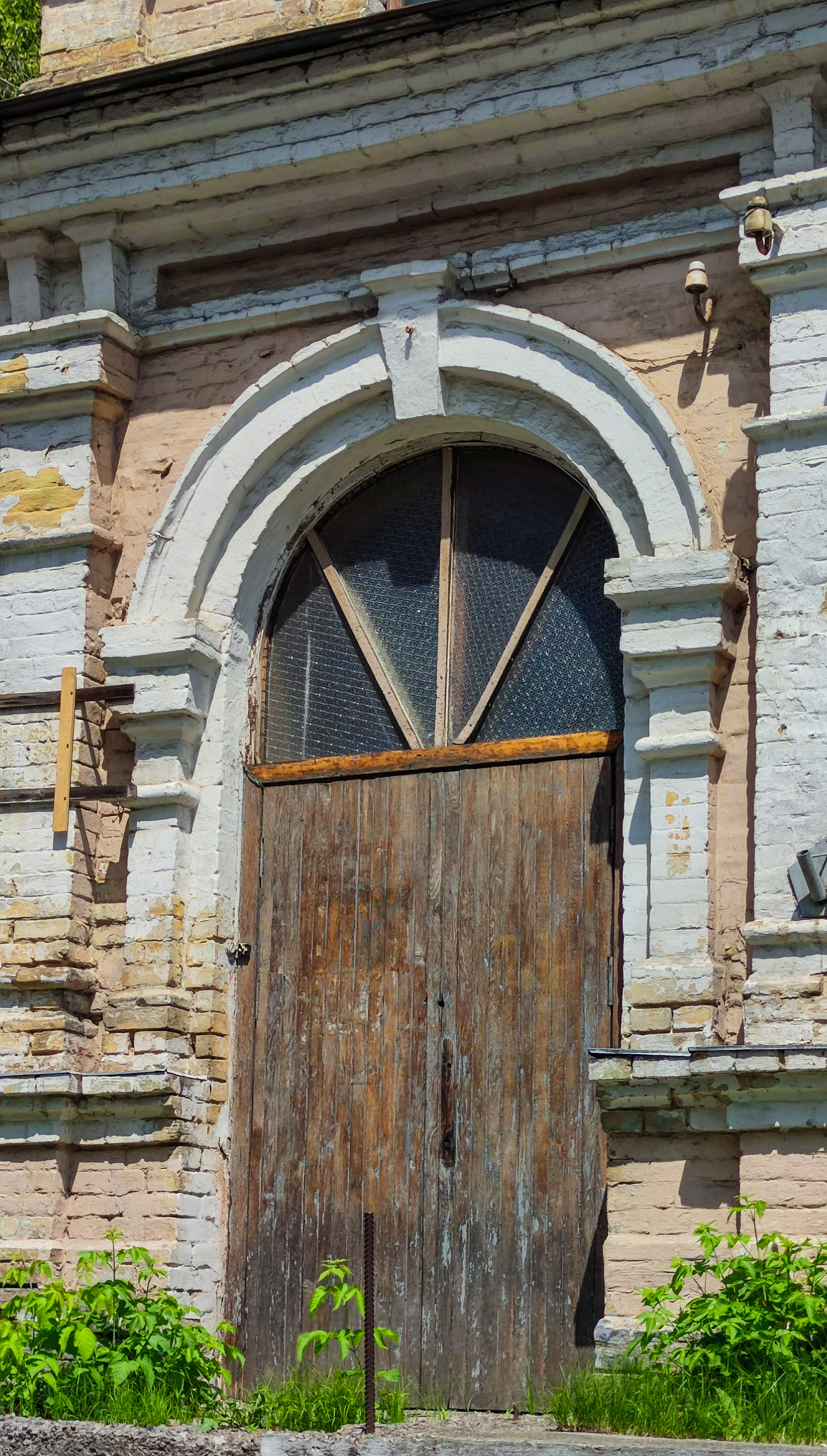
Особняк П. С. Баккалинського, Київ, вул. Юрія Іллєнка, 30

## Історія
У 1899 році незабудовану ділянку в 486 кв. сажнів землі (0,22 га) придбав з публічних торгів за 3426 карбованців підполковник у відставці Пилип Степанович Баккалинський (1835 — 1908) — уродженець Київщини, учасник російсько-турецької війни 1877—78. За угодою, він мав збудувати в садибі цегляний будинок упродовж п'яти років. На плані, складеному 20 вересня 1901, вже показано будинок, служби, подвір'я і сад, який займав половину садиби. По смерті власника (похований на Лук'янівському цвинтарі в Києві, ряд 2, місце 32) особняк належав його нащадкам, за відомостями 1918, — Федорові Баккалинському, службовцеві Акцизної управи. Там само мешкав його син — у майбутньому лікар-епідеміолог, учасник німецько-радянської війни Дмитро Баккалинський (1897 — 1962).
За радянської влади будинок було націоналізовано, в ньому містилися різні установи. До відселення на початку 2010-х років будівлю займав один із підрозділів Шевченківської районної в місті Києві державної адміністрації.

## Сучасний стан і статус
З 2006 року будівля мала охоронний статус щойно виявленої пам'ятки архітектури (наказ Головного управління охорони культурної спадщини від 25.09.2006 № 53). У 2012 році Міністерство культури України відмовило в наданні особняку Баккалинського охоронного статусу (на підставі висновку Експертної ради при Міністерстві культури, наданого за підписом М.М. Дьоміна). Після 2012 року повторних звернень від Київської міської державної адміністрації до Міністерства культури України (Міністерства культури та інформаційної політики України) щодо внесення будівлі до реєстру пам'яток не надходило.
Станом на 2021 рік будинок відселений та перебуває в занедбаному стані. За даними ЗМІ, планується знесення пам'ятки та спорудження на її місці «багатофункціональної адміністративної будівлі».
На пленарному засіданні Київської міської ради 22 квітня 2021 року ухвалено передати земельну ділянку, на якій розташована пам'ятка, компанії ТОВ «Амелін-30» (заснована в липні 2018 року, кінцевий бенефіціар — громадянин Австрії Шафер Сімон Ігнац (Simon Schaefer)) під забудову.
Наказом Департаменту охорони культурної спадщини КМДА від 27 квітня 2021 року № 29 за поданням ГО «Мапа Реновації» особняк Баккалинського внесено до Переліку об'єктів культурної спадщини міста Києва з наданням йому статусу щойно виявленого об'єкта культурної спадщини.

## Боротьба за збереження пам'ятки
У вересні 2020 активісти, об'єднані навколо проєкту «Мапа Реновації», провели пікет під стінами Київської міської ради, висловлюючи протест проти намірів віддати 7 старовинних будівель Києва, у тому числі й особняка на вул. Ю. Іллєнка, 30, під забудову[джерело не вказане 1409 днів].
У квітні 2021 Департамент охорони культурної спадщини КМДА підтвердив, що повторно готує документи до Міністерства культури та інформаційної політики України для надання особнякові Баккалинського  охоронного статусу пам'ятки. Під тиском громадських активістів Міністерство культури та інформаційної політики висловило готовність розглянути повторно питання внесення будівлі до реєстру пам'яток місцевого значення.[джерело не вказане 1409 днів]

## Цікаві факти
Була зроблена 3D візуалізація маєтку, на якій можна розгледіти деталі споруди.